# Albert Steinhauser

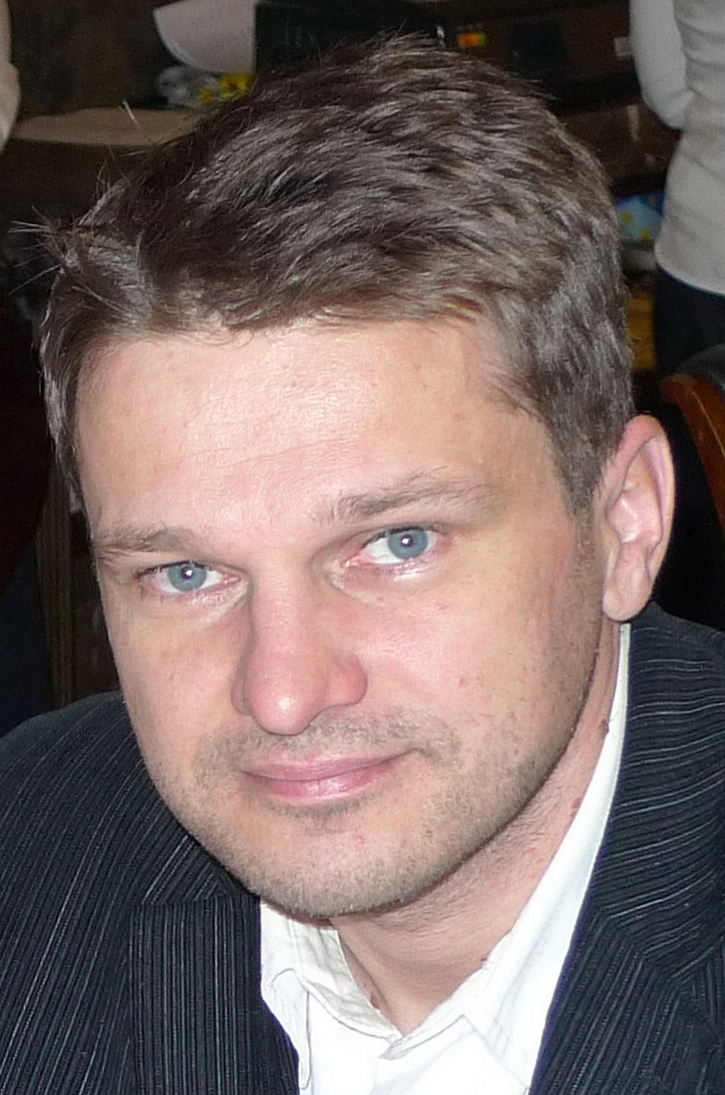
Albert Steinhauser (2012)

Albert Steinhauser (* 15. Oktober 1971 in Wien) ist ein österreichischer Politiker (Grüne). Er war 2017 Klubobmann der Grünen im Österreichischen Parlament sowie von 2007 bis 2017 Abgeordneter zum Nationalrat.

## Schule und Ausbildung
Albert Steinhauser besuchte zwischen 1982 und 1990 ein Bundesrealgymnasium in Wien und studierte im Anschluss Rechtswissenschaften an der Universität Wien. Er schloss sein Studium 1998 mit dem Titel Mag. jur. ab und leistete im Anschluss seinen Zivildienst bei der Bewährungshilfe ab.

## Berufliche und politische Laufbahn
Albert Steinhauser absolvierte nach seinem Studium und dem Zivildienst 1998 sein Gerichtspraktikum am Bezirksgericht Baden und danach am Arbeits- und Sozialgericht Wien (1999 bis 2000). Von 2000 bis 2007, bzw. seit 2017 ist er als Jurist im Rechtsschutz bei der Gewerkschaft der Privatangestellten, Druck, Journalismus, Papier angestellt.
Albert Steinhauser begann seine politische Karriere als Studentenvertreter der GRAS (1993 bis 1995) und Sprecher der Grünalternativen Jugend (1995 bis 1996). 1998 wurde er in den Wiener Landesvorstand gewählt (bis 2007) und war zwischen 1999 und 2001 Bezirksrat und Klubobmann der Grünen im Bezirk Landstraße. 2002 bis 2007 hatte Steinhauser die Funktion des Landessprechers der Wiener Grünen inne, seit 2004 war er zudem Mitglied des erweiterten Bundesvorstandes der österreichischen Grünen. Steinhauser kandidierte bei den Nationalratswahlen 2006 für die Grünen, verfehlte jedoch ein Mandat. Durch den Wechsel von Terezija Stoisits in die Volksanwaltschaft rückte Albert Steinhauser mit dem 2. Juli 2007 in den Nationalrat nach. Er übernahm dort die Rolle des Justizsprechers und wurde bei der Nationalratswahl 2008 über die Wiener Landesliste, auf der er an Platz 2 antrat, wiedergewählt. Am 18. Jänner 2012 wurde nach langjährigen, zähen Verhandlungen zwischen SPÖ und ÖVP und unter intensivem Drängen der Grünen im Österreichischen Parlament das Gesetz zur Rehabilitierung der Opfer des Austrofaschismus einstimmig beschlossen. Albert Steinhauser war Veranlasser des Gesetzes. Am 24. Mai 2017 folgte er Eva Glawischnig als Klubobmann der Grünen nach.
Albert Steinhauser ist seit seinem Ausscheiden aus dem Nationalrat im Jahr 2017 als außerparlamentarischer Oppositionspolitiker der Grünen tätig.